# Lista de prêmios e indicações recebidos por Kings of Leon
Kings of Leon é uma banda norte-americana de indie rock, formada em Nashville, Tennessee, Estados Unidos. No total a banda obteve 14 prêmios e 63 indicações.

## Prêmios e indicações

### American Music Awards
- 2009 nomeação para American Music Award - Artist of the Year[3]
- 2009 nomeação para American Music Award - Favorite Pop/Rock Band/Duo/Group
- 2009 nomeação para American Music Award - Favorite Alternative Artist

### Billboard Music Awards
- 2011 nomeação para Billboard Music Award - Top Rock Artist[4]
- 2011 nomeação para Billboard Music Award - Top Alternative Artist
- 2011 nomeação para Billboard Music Award - Top Alternative Album para "Come Around Sundown"

### Brit Awards
- 2017 nomeação para Brit Award  - Best International Group

- 2014 nomeação para Brit Award - Best International Group
- 2011 nomeação para Brit Award - International Album para "Come Around Sundown"
- 2011 nomeação para Brit Award  International Album para "Come Around Sundown"
- 2009 venceu Brit Award - International Album para "Only by the Night"[5]
- 2009 venceu Brit Award - International Group
- 2008 nomeação para Brit Award - International Group
- 2008 nomeação para Brit Award - International Album para "Because of the Times"

### ECHO Awards, Germany
- 2010 nomeação para ECHO Award - Best International Rock/Alternative/Heavy Metal para "Because of the Times"

### Grammy Awards
- 2013 nomeação para Grammy Award - Best Rock Album para "Mechanical Bull"
- 2012 nomeação para Grammy Award - Best Long Form Music Video para "Talihina Sky: The Story of Kings of Leon"
- 2012 nomeação para Grammy Award - Best Rock Album para "Come Around Sundown"
- 2011 nomeação para Grammy Award - Best Rock Song para "Radioactive"
- 2011 nomeação para Grammy Award - Best Rock Performance by a Duo or Group with Vocals para "Radioactive"
- 2010 venceu Grammy Award - Best Rock Song para "Use Somebody"
- 2010 venceu Grammy Award - Best Rock Performance by a Duo or Group with Vocals para "Use Somebody"[6]
- 2010 venceu Grammy Award - Record of the Year para "Use Somebody"[7]
- 2009 venceu Grammy Award - Best Rock Performance by a Duo or Group with Vocals para "Sex on Fire"
- 2009 nomeação para Grammy Award - Best Rock Song para "Sex on Fire"
- 2009 nomeação para Grammy Award - Best Rock Album para "Only by the Night"[8]

### Juno Awards
- 2010 venceu Juno Award - International Album of the Year para "Only by the Night"[9]

### Los Premios MTV
- 2009 nomeação para Los Premios MTV - Song of the Year para "Use Somebody"

### MTV Australia Awards
- 2009 nomeação para MTV Australia Award - Best Video para "Sex on Fire"[10]
- 2009 nomeação para MTV Australia Award - Best Rock Video para "Sex on Fire"

### MTV Europe Music Awards
- 2014 nomeação para MTV Europe Music Award - Best World Stage pelo "MTV World Stage Rock am Ring Germany"
- 2013 nomeação para MTV Europe Music Award - Best Rock pelo "MTV World Stage Rock am Ring Germany"
- 2011 nomeação para MTV Europe Music Award - Best World Stage pelo "MTV World Stage Rock am Ring Germany"
- 2011 nomeação para MTV Europe Music Award - Best Rock pelo "MTV World Stage Rock am Ring Germany"
- 2010 nomeação para MTV Europe Music Award - Best Live Act pelo "MTV World Stage Rock am Ring Germany"
- 2010 nomeação para MTV Europe Music Award - Best Rock pelo "MTV World Stage Rock am Ring Germany"[11]
- 2009 nomeação para MTV Europe Music Award - MTV Live Act pelo "MTV World Stage Rock am Ring Germany"
- 2009 nomeação para MTV Europe Music Award - Best World Stage Live Performance pelo "MTV World Stage Rock am Ring Germany"
- 2009 nomeação para MTV Europe Music Award - Best Rock pelo "MTV World Stage Rock am Ring Germany"
- 2009 nomeação para MTV Europe Music Award - Best Group pelo "MTV World Stage Rock am Ring Germany"
- 2009 nomeação para MTV Europe Music Award - Best Song pelo "Use Somebody"[12]

### MTV Video Music Awards
- 2009 nomeação para MTV Video Music Award - Best Rock Video para "Use Somebody"[13]

### mtvU Woodie Awards
- 2009 venceu mtvU Woodie Award - Woodie of the Year para "Use Somebody"[14]

### MuchMusic Video Awards
- 2014 nomeação para MuchMusic Video Award - International Video of the Year - Group para "Supersoaker"
- 2010 nomeação para MuchMusic Video Award - International Video of the Year - Group para "Notion"
- 2009 nomeação para MuchMusic Video Award - International Video of the Year - Group para "Sex on Fire"

### NME Awards USA
- 2008 nomeação para NME Award USA - Best American Alternative/Independent Band of the Yearpara "Sex on Fire"[15]
- 2008 nomeação para NME Award USA - Best American Alternative/Indie Album of the Year para "Because of the Times"

### People's Choice Awards, USA
- 2010 nomeação para People's Choice Award - Favorite Rock Band para "Because of the Times"

### Q Awards
- 2010 nomeação para Q Award - Best Act in the World Today para "Come Around Sundown"
- 2009 nomeação para Q Award - Best Act in the World Today para "Only By the Night"
- 2008 nomeação para Q Award - Best Live Act para "Because of the Times"
- 2008 nomeação para Q Award - Best Act in the World Today para "Because of the Times"

### ShockWaves NME Awards
- 2011 nomeação para Shockwaves NME Award - Worst Band para "Come Around Sundown"
- 2011 nomeação para Shockwaves NME Award - Worst Album para "Come Around Sundown"
- 2011 nomeação para Shockwaves NME Award - Best International Band para "Come Around Sundown"
- 2010 nomeação para Shockwaves NME Award - Best DVD para "Live @ The 02, London, England"
- 2010 nomeação para Shockwaves NME Award - Best International Band para "Live @ The 02, London, England"
- 2009 venceu Shockwaves NME Award - Best Album para "Only by the Night"[16]
- 2009 nomeação para Shockwaves NME Award - Best Live Band para "Only by the Night"
- 2009 nomeação para Shockwaves NME Award - Best International Band para "Only by the Night"
- 2009 nomeação para Shockwaves NME Award - Best Track para "Sex on Fire"
- 2008 nomeação para Shockwaves NME Award - Best Album Artwork para "Because of the Times"
- 2008 nomeação para Shockwaves NME Award - Best International Band para "Because of the Times"
- 2005 nomeação para ShockWaves NME Award - Best International Band para "Aha Shake Heartbreak"
- 2004 venceu ShockWaves NME Award - Best New Band para "Youth & Young Manhood"
- 2004 venceu ShockWaves NME Award - Best International Band para "Youth & Young Manhood"

### Teen Choice Awards
- 2010 nomeação para Teen Choice Award - Choice Music: Rock Group para "Only By the Night"[17]
- 2009 nomeação para Teen Choice Award - Choice Music: Rock Group para "Only By the Night"
- 2009 nomeação para Teen Choice Award - Choice Music Album Group para "Only by the Night"[18]

### World Music Awards
- 2012 nomeação para World Music Award - World's Best Group para "Only by the Night"
- 2010 nomeação para World Music Award - World's Best Single para "Use Somebody"
- 2010 nomeação para World Music Award - World's Best Rock Artist para "Use Somebody"

### GAFFA Awards(Suécia)
- 2010 venceu GAFFA Awards - Best Foreign Band[19]
- 2010 venceu GAFFA Awards - Best Foreign Album para "Come Around Sundown"